# Àngela Boada i Castañet
Àngela Boada i Castañet (Barcelona, 14 de juliol de 1876 – 3 d'octubre de 1977) va ser una pintora barcelonina especialitzada en pintura de gènere documentada a finals del segle xix i principis del xx.
Va ser una de les poques dones assídues a les exposicions generals de belles arts que es van fer al Palau de Belles Arts de Barcelona a finals del vuit-cents, organitzades per l'Ajuntament de la ciutat. Així, apareix en els catàlegs de la Segona Exposició General de Belles Arts de 1894, en la qual va presentar una natura morta a l’oli, en el de la Tercera Exposició de Belles Arts i Indústries Artístiques de 1896, amb un estudi també a l’oli, i en el de la Quarta Exposició de Belles Arts i Indústries Artístiques de 1898, en què va exhibir una pintura titulada Caridad.
Paral·lelament, va participar en les exposicions femenines que la Sala Parés va organitzar entre 1896 i 1900. En la primera, en la qual va exposar una figura d’una serventa i una pintura de flors, el periodista i crític d’art Raimon Casellas afirmava que «a la señorita Boada le interesa, con mucha razón, fundir en una harmonía total los diversos tonos locales que ofrece el espectáculo de los seres y de las cosas». En la del 1897 hi va presentar de nou dues obres, A casa la florista i un retrat femení, que també van rebre lloances de la premsa.
La primavera de 1901 va exposar a la Sala Parés un retrat de senyora de colors sobris, en la col·lectiva en què així mateix hi van participar els pintors Arcadi Mas i Fontdevila, Enrico Creci Alcober i Josep Cusachs, entre d'altres. Igualment, consta entre els participants de la col·lectiva d’artistes que es va inaugurar a finals de 1904 a l'Acadèmia Baixas de Barcelona, en la qual van participar també les pintores Consol Burch, Mercè Artés, Rosa Baixas, Carme Enrich, Mercè Iglesias, Anna i Clotilde Murillo, Mercè de Prat, Anna Pujol, Consol i Mercè Tomàs i Montserrat Torres. La darrera notícia que se’n té és la seva participació a la V Exposició Internacional de Belles Arts i Indústries Artístiques de Barcelona del 1907, amb una obra titulada En mi taller.